# Xtra Monocar
Das Xtra Monocar war das kleinere der beiden Pkw-Modelle des britischen Herstellers Xtra Cars. Es kam im Mai 1922 auf den Markt.

## Beschreibung
Das sehr einfache Fahrzeug wurde von Cuthbert Clarke entworfen und ähnelte einem dreirädrigen Motorradseitenwagen. Es hatte ein zweistufiges Reibradgetriebe mit Reibbelägen aus Kork, das vom Motor mit einer Kette angetrieben wurde. Diese Räder rotierten in einer Trommel, die fest mit dem einzelnen Hinterrad verbunden war, und sorgten – je nachdem, welches im Eingriff war – für die gewünschte Antriebsübersetzung. Mit einem Hebel wurde das Getriebe, das auch einen Leerlauf vorsah, geschaltet. Ein Rückwärtsgang war nicht vorhanden. Das Hinterrad mit Schraubenfedern war am Motorrahmen aufgehängt. Die Vorderräder waren einzeln an zwei Querblattfedern aufgehängt und mit einer Zahnstangenlenkung versehen. Nur das einzelne Hinterrad war gebremst, die Bremsschuhe wirkten von außen auf die Getriebetrommel.
Anders als das größere Modell Xtra Sociable wurde es nur mit einem Einzylinder-Zweitaktmotor von Villiers mit 270 cm³ Hubraum und 2 bis 3,75 PS Leistung geliefert.
Das Fahrzeug war ein Einsitzer mit einer leichten Sperrholzkarosserie auf einem Eschenrahmen. Zusätzlich war ein Notsitz hinter dem Fahrer über dem Motor angebracht. Der Beleuchtung dienten Karbidlampen. Die Höchstgeschwindigkeit wurde mit 48 km/h angegeben.
Der Neupreis betrug zunächst 99,75 Pfund Sterling.
Im Mai 1924 endete die Produktion. Stückzahlen sind nicht bekannt.